# D-module
En mathématiques, un D-module est un module sur un anneau D d'opérateurs différentiels. L'intérêt principal des D-modules réside en son utilisation dans l'étude d'équations aux dérivées partielles.

## D-modules sur des variétés algébriques
La théorie générale des D-modules nécessite une variété algébrique lisse X définie sur un corps K algébriquement clos de caractéristique nulle, par exemple K = C. Le faisceau des opérateurs différentiels DX est défini comme la OX-algèbre engendrée par les champs de vecteurs sur X, interprétés comme des dérivations. Un DX-module (à gauche) M est un OX-module avec une action de groupe (à gauche) de DX. Se donner une telle action est équivalent à avoir une application K-linéaire
{\displaystyle \nabla :D_{X}\rightarrow End_{K}(M),v\mapsto \nabla _{v}}
satisfaisant :
{\displaystyle \nabla _{fv}(m)=f\nabla _{v}(m)}
{\displaystyle \nabla _{v}(fm)=v(f)m+f\nabla _{v}(m)} (c'est la règle de Leibniz)
{\displaystyle \nabla _{[v,w]}(m)=[\nabla _{v},\nabla _{w}](m)}
Où f est une application régulière sur X, v et w sont des champs de vecteurs, m une section locale de M et où [−, −] désigne le commutateur.